# Mormotomyia hirsuta
Mormotomyia hirsuta (лат.) — вид нелетающих двукрылых насекомых, выделяемый в монотипипическое семейство Mormotomyiidae. Представители описаны исключительно из пещер холма Укаси (англ. Ukasi Hills) в Восточной провинции Кении (округ Мвинги). За всю историю изучения эти насекомые были обнаружены трижды — в 1933, 1948 и 2010 годах, что, по-видимому, связано с колебаниями численности популяции (результаты генетических исследований указывают на эффект бутылочного горлышка).

## Строение и образ жизни
Окрашенные в коричневые тона взрослые насекомые достигают в длину 1 см. Они обладают непропорционально длинными ногами и сильно редуцированными крыльями; тело густо покрыто длинными щетинками. Личинки развиваются в фекалиях бульдоговых летучих мышей (Molossidae).